# 高萩光紀
高萩 光紀（たかはぎ みつのり、1940年12月3日 - ）は、日本の実業家。JXホールディングス初代代表取締役社長。春光懇話会会長、財団法人石油産業活性化センター理事長なども歴任。

## 略歴
東京市大森区（現東京都大田区）生まれ。父は電気技術者。神奈川県立横浜翠嵐高等学校を経て、1964年3月一橋大学法学部卒業。大学では蓼沼謙一ゼミ、硬式野球部に所属。4年生から野球部マネージャーを務めた。
1964年4月、大学の先輩から誘われ日本鉱業株式会社入社。石油部門を希望し、石油部門大阪支社配属される。1969年ライス大学大学院に留学。本社原油調達担当課長、水島製油所総務部業務課長などを務めた。
1991年知多製油所（現JXTGエネルギー知多製造所）副所長、1994年から株式会社ジャパンエナジー取締役、1998年から同社常務取締役、1999年から同社取締役常務執行役員兼日鉱金属株式会社監査役、2001年から株式会社ジャパンエナジー取締役専務執行役員、2002年同社代表取締役社長兼新日鉱ホールディングス株式会社取締役、2005年からアブダビ石油株式会社会長兼ジャパンエナジー石油開発株式会社会長、2006年から新日鉱ホールディングス株式会社代表取締役社長。また2005年から石油鉱業連盟理事も務める。
石油の国内需要減少などを受け、石油依存を脱した新たな企業グループを作るため、2002年ころから渡文明・新日本石油社長と数ヶ月に1回食事をしたり、合併を勧める手紙を送るなどし、ホールディングス方式での合併交渉を行った。2009年新日本石油との経営統合の契約を締結。2010年株式移転により新たに設立された持株会社JXホールディングスの初代代表取締役社長兼社長執行役員に就任。2013年稲畑産業取締役。2014年水戸カンツリー倶楽部取締役。2015年春光懇話会会長、小山カントリー倶楽部取締役。2016年JXTGホールディングス名誉顧問。
石油連盟副会長、財団法人石油産業活性化センター理事長、財団法人社会経済生産性本部評議員、株式会社石油産業技術研究所取締役、社団法人如水会理事長、国立大学法人一橋大学顧問、公益財団法人がん研究会募金推進委員会副委員長等を歴任。

## 著作
- 「インタビュー 得意分野を育てる 新日鉱ホールディングス社長 高萩光紀 石油と金属の技術の融合で、例えば太陽電池素材のような事業を今後も創り出していきたい」財界. 55(5) (通号 1379) [2007.2.27]
- 「トップインタビュー 攻めに転換,芳香族は最重点事業 ジャパンエナジー社長 高萩光紀」（瀬田博と共著）化学経済. 52(8) [2005.7]
- 「エネルギーの未来 ガソリン1lに2円課税して地球温暖化を止められますか--石油連盟 副会長・広報委員長((株)ジャパンエナジー社長) 高萩光紀インタビュー」（花田紀凱と共著）Web & publishing編集会議. (通号 40) [2004.7]
- 「高萩光紀(ジャパンエナジー社長) 販売に最重点を置き「勝ち組み」に入る (総力特集 石油復権!燃える男たち)」エネルギーフォーラム. 49(585) [2003.9]